# Retorno a Lilifor
Retorno a Lilifor fue un programa basado en sketches y animaciones desarrollado por el grupo de cómicos de La hora chanante.  
Empezó a emitirse el 29 de junio de 2015 en el canal Neox. Su contenido se basa en sketches con celebridades de la cultura parodiados con acento manchego, gags de personajes conocidos del grupo (“La Cinta VHS”, “El Bonico”), así como nuevos personajes, números musicales y animaciones. 
Supuso el regreso del humor absurdo y surrealista de sus creadores. 
El elenco del programa, cuyos miembros ya participaron juntos en sus anteriores programas La hora chanante, Muchachada nui o Museo Coconut, lo forma: Julián López, Ernesto Sevilla, Raúl Cimas, Carlos Areces y Joaquín Reyes. También participa Aníbal Gómez,  como ya había sucedido en Muchachada Nui.
El nombre del programa surgió en un rodaje de Museo Coconut gracias a sus locuras y a tantas palabras y expresiones inventadas; el título corresponde a una de ellas.

## Antecedentes
La madurez creativa y artística en el grupo liderado por Joaquín Reyes se percibió en su etapa en TVE. Ahora, gracias a abrirse a un canal más generalista, tienen la capacidad de llevar su humor a más público, además de su expansión por internet, que ha causado una gran subida de visitas. Las redes sociales fueron el detonante que dio a conocer su trabajo y sus nombres.
La hora Chanante fue el comienzo del proyecto de estos humoristas y que después con  Museo Coconut el canal Neox apostó por ellos y ahora sigue con la trama. Nunca abandonan su peculiar estilo de humor al igual que su misma línea de partes en el programa, lleno de celebrities parodiadas.

## Contenido
El programa se basa en hacer humor absurdo y surrealista, se hacen parodias a grandes personajes como Lady Gaga, J. K. Rowling o Spike Lee con acento manchego, o también tienen sus ya conocidos gags como la Cinta VHS, Los Tertulianos o El Bonico. También habrá otras sorpresas en forma de nuevos personajes y vídeos cortos, donde lo absurdo y lo surrealista camparán a sus anchas.
Retorno a Lilifor supone el regreso a la pequeña pantalla del humor absurdo, la parodia, los insólitos personajes y el extraño vocabulario característico de Joaquín Reyes y todo su equipo, que seguirán buscando, ante todo, la sorpresa y la complicidad con el espectador.

## Temporadas y episodios
| Temporada | Temporada | Episodios | Estreno | Final | Audiencia media | Audiencia media | Audiencia media |
| Temporada | Temporada | Episodios | Estreno | Final | Espectadores    | Cuota           |                 |
| --------- | --------- | --------- | ------- | ----- | --------------- | --------------- | --------------- |
|           | 1         | 7         |         |       |                 |                 |                 |

### Temporada única: 2015
| N.º (serie) | N.º (temp.) | Presentador           | Fecha de emisión     | Audiencia      |
| ----------- | ----------- | --------------------- | -------------------- | -------------- |
| 1           | 1           | «Antonio Tejero»      | 29 de junio de 2015  | 303 000 (1,9%) |
| 2           | 2           | «Lady Gaga»           | 6 de julio de 2015   | —              |
| 3           | 3           | «Spike Lee»           | 13 de julio de 2015  | —              |
| 4           | 4           | «J. K. Rowling»       | 20 de julio de 2015  | 334 000 (2,5%) |
| 5           | 5           | «Julio Medem»         | 27 de julio de 2015  | —              |
| 6           | 6           | «Jaime de Marichalar» | 3 de agosto de 2015  | —              |
| 7           | 7           | «Mark Zuckerberg»     | 10 de agosto de 2015 | —              |

## Producción
El programa está producido por Hill Valley, la marca de VERALIA especializada en comedia, en cuyo portfolio encontramos sitcoms, programas de sketches, concursos y todo tipo de género. La dirección recae en Joaquín Reyes y Ernesto Sevilla. Los capítulos tienen una duración aproximada de 30 minutos.

## Controversias
La grabación del programa tuvo lugar el año 2012. El Grupo Atresmedia lo anunció como una segunda parte de Museo Coconut. Sin embargo, problemas de programación hicieron que sufriera retrasos hasta que se anunció su estreno en Neox para junio de 2015. 
El grupo Atresmedia anunció el programa en la época menos esperada y de menos interés para las cadenas televisivas y anunciantes, sin presentación a los medios, sin entrevistas y tan solo con un dossier de prensa.